# Acanthostachys pitcairnioides
Acanthostachys pitcairnioides es una especie de liliopsidas del género Acanthostachys, de la familia Bromeliaceae, del orden Poales.

## Distribución
Acanthostachys pitcairnioides se distribuye por el noroeste y sudeste de Brasil. Crece en el bioma tropical húmedo.

## Taxonomía
Acanthostachys pitcairnioides fue descrita científicamente por los botánicos alemanes Werner Rauh y Wilhelm A. Barthlott. Fue publicada en la revista Tropische und subtropische Pflanzenwelt 42: 34 en 1983.